# Drexciya (película)
Drexciya es una película del año 2011.

## Sinopsis
Drexciya es el retrato de una piscina abandonada en la playa Riviera, en Acra, Ghana. Hubo un tiempo en que esta playa era la mejor y más famosa del país. En la época poscolonial, durante el mandato de Kwame Nkrumah, el club Riviera Beach formaba parte del lujoso hotel Ambassador, que prosperó hasta mediados de los años setenta. La piscina olímpica, hoy en ruinas, ya no se usa para nadar, sino para otros fines. La película está inspirada en el mito del grupo underground Drexciya, con base en Detroit.

## Premios
- Tánger 2011
- Mención Especial FCAT 2011